# Porco monteiro
Porco monteiro é uma raça de suídeo surgida na região do pantanal no Brasil, é uma raça assilvestrada e invasora de porco que é encontrado solto naquele bioma ou criado por produtores rurais.

## História
Desde o descobrimento do Brasil, os portugueses trouxeram diversos porcos de diferentes tipos que foram deixados no país em diferentes regiões, no que tiveram que se adaptar e sobreviver, desenvolvendo-se por séculos, resultando nos animais atuais. O porco monteiro surgiu de porcos que fugiram, principalmente por conta da guerra do Paraguai, e passaram a viver em ambiente natural que em poucas gerações já apresentavam as características de seus ancestrais selvagens, os javalis.

## Características
São animais que variam muito no seu fenotípico. Pode medir de 90 a 180 cm de comprimento e de 55 cm a 1,1 metro de altura, pesando de 50 a 350 kg. Os machos são maiores que fêmeas.

## Controvérsias
A existência deste porco invasor solto na natureza é motivo de controvérsias. Há aqueles que defendem que a existência deste animal na natureza se tornou benéfico para espécies da Família Tayassuidae naturais como o caititu e o queixada, pois os caçadores preferem a carne do porco monteiro e as onças os preferem ajudando a manter seus números sob controle. Já outros estudos indicam que os prováveis danos que o porco monteiro tem causado ao bioma pantanense não foram devidamente estudados e, a considerar os prejuízos e problemas que os porcos invasores causam em várias outras partes do mundo, muito dificilmente a existência do porco monteiro no pantanal é uma exceção e motivo de "sucesso".

## Utilização econômica
Existem estudos para aproveitamento de tais animais para uma maior finalidade econômica, inclusive como produto registrado de origem da região do pantanal.